# Eugène Lanti
Eugène Aristide Alfred Adam surtout connu sous le pseudonyme d’Eugène Lanti (Néhou (Manche), 19 juillet 1879 – Mexico, 17 janvier 1947), est un ouvrier puis enseignant, militant libertaire, puis communiste, animateur du mouvement espérantiste et « anationaliste ».

## Biographie

### Jeunesse
Eugène Lanti nait le 19 juillet 1879 à Néhou, en France. Ses parents sont Jean Anténor Adam, charpentier-sabotier, et Henriette Céleste Clémentine Laniepce, originaire du Pays basque. Ses deux parents sont très religieux, analphabètes et possèdent une ferme à Néhou,. Il étudie à l’école à Néhou, avant d’étudier la menuiserie à Bricquebec et Valognes. En 1897, il travaille comme ébéniste à Rouen et se spécialise dans l’imitation des meubles anciens,. Grâce aux conférences à Rouen de Sébastien Faure et Han Ryner, il découvre et adhère aux thèses libertaires.
Après avoir travaillé dans plusieurs villes pour s’améliorer, Eugène Lanti déménage à Paris en 1903,.

### Voyages et mort
Le 11 juin 1936, Eugène Lanti part pour le Japon. Il débarque à Yokohama et s’installe à Tokyo. Toutefois, surveillé par la police nippone, il déménage en 1937 dans la province de Yamashiro, puis à Osaka. Il quitte ensuite le Japon pour l’Australie et s’installe à Sydney. Il souffre des premiers symptômes de sa maladie. En 1938, il quitte l’Australie pour rejoindre la Nouvelle-Zélande, passe par Melbourne et s’installe à Wellington. En 1939, il passe par l’Uruguay, l’Argentine, et Santiago au Chili. En 1940, il fait publier Leteroj de E. Lanti. Il traverse Valparaíso et Acapulco pour s’installer à Mexico, au Mexique. En 1941, il publie deux traductions en espéranto. Atteint d’une tumeur à la tête, il se pend le 17 janvier 1947 à Mexico,.

## Vie privée
Le 13 septembre 1934, à la mairie du 12e arrondissement de Paris, mairie de leur domicile au 14, avenue de Corbera, il épouse Hélène Kate Limouzin (1870–1950), dite Nellie, tante de l'écrivain britannique George Orwell. Hélène, née à Moulmein en Birmanie, était la troisième fille de Frank (Francis) et Theresa Limouzin, grands-parents maternels de l'écrivain.

## Œuvres publiées en français
- Manifeste des anationalistes (publié initialement de manière anonyme en 1931 en espéranto sous le titre Manifesto de la sennaciistoj)
- La langue internationale